# Ambia yamanakai
Ambia yamanakai is een vlinder uit de familie van de grasmotten (Crambidae). De wetenschappelijke naam van de soort is voor het eerst gepubliceerd in 1993 door Valentina A. Kirpichnikova.
De soort komt voor in Rusland (kraj Primorje).